# مات غلينون (لاعب هوكي الجليد)
مات غلينون (بالإنجليزية: Matt Glennon)‏ هو لاعب هوكي الجليد أمريكي، ولد في 20 سبتمبر 1968 في هول في الولايات المتحدة.

## وصلات خارجية
- مات غلينون على موقع دوري الهوكي الوطني (الإنجليزية)
- مات غلينون على موقع قاعة مشاهير الهوكي (لاعب أن.إتش.أل) (الإنجليزية)
- مات غلينون على موقع EliteProspects.com (الإنجليزية)
- مات غلينون على موقع HockeyDB.com (الإنجليزية)
- مات غلينون على موقع Hockey-Reference.com (الإنجليزية)